# Solenysa longqiensis
Solenysa longqiensis är en spindelart som beskrevs av Li och Song 1992. Solenysa longqiensis ingår i släktet Solenysa och familjen täckvävarspindlar. Inga underarter finns listade i Catalogue of Life.